# سیارک ۲۰۸۰۹
سیارک ۲۰۸۰۹ (به انگلیسی: 20809 Eshinjolly، نامگذاری:2000SW259) بیست هزار و هشتصد و نهمین سیارک کشف شده‌است که در ۲۴ سپتامبر ۲۰۰۰ کشف شد.
قدر مطلق سیارک برابر ۱۹.۵ است.